# نيك فاريل
نيك فاريل (مواليد 17 ديسمبر 1975) هو ملاكم كندي، مثّل بلاده في الألعاب الأولمبية الصيفية 1996.

## روابط خارجية
نيك فاريل على موقع أوليمبيديا (الإنجليزية)